# 美拟鲈
美拟鲈（学名：Parapercis pulchella），又稱美虎鱚，俗名海狗甘仔、舉目魚、沙鱸，为輻鰭魚綱鱸形目鱷鱚亞目虎鱚科的其中一種。

## 分布
本魚分布于印度西太平洋區，包括坦尚尼亞、莫三比克、留尼旺、印度、日本、韓國、台湾、香港等海域。该物种的模式产地在长崎。

## 深度
水深5至30公尺。

## 特徵
本魚體近圓柱形，腭骨無齒，下頷外列齒8枚，背鰭中央一鰭最長，體側有5至6條暗赤色橫帶，中央有一淡青色縱帶，將橫帶分為上者黃橙色，下者血紅色。頭側及吻有紫青色波狀橫線，尾鰭上方數軟條略延長，背鰭硬棘5枚；背鰭軟條21至22枚；臀鰭硬棘1枚；臀鰭軟條17至18枚，尾鰭圓形，上葉延長突出，體長可達20公分。

## 生態
本魚棲息於開放的沙地或碎石區，有時也會在珊瑚礁間的岩石表面出現，屬肉食性，以甲殼類和魚類為食。

## 經濟利用
可食用，適合油炸，但多以下雜魚處理。